# Heidelberger Bergbahn
Heidelberger Bergbahn är en bergbana i två sektioner i Heidelberg i Tyskland. Den ena sektionen går mellan en dalstation vid Kornmarkt i  Gamla Staden i Heidelberg, via en mellanstation vid Heidelbergs slott, till en bergstation vid Molkenkur. Där måste passagerare byta till den andra sektionen, som leder upp till Königstuhl, ett närliggande berg med vid utsikt över staden och Neckars dalgång.
Bergbanans övre och nedre sektioner har olika historia och beskrivs ibland som Königstuhlbahn respektive Molkenkurbahn. De två sektionerna har olika utseende, med den övre sektionen med vagnar med ålderdomliga träkarosser, medan den nedre sektionen använder vagnar med modernt utseende. På samma sätt har de övre stationerna vid Molkenkur och Königstuhl sina ursprungliga utseenden, med de längre ned vid Kornmarkt och Heidelbergs slott är i modernare stil.
Heidelberger Bergbahn drivs av Heidelberger Strassen- und Bergbahn AG, som också har hand om buss- och spårvagnstrafiken i Heidelberg.  Bergbanan har framför allt turisttrafik. 

## Nedre sektion
Bergbanans (Molkenkurbahns) nedre station öppnade 1890. Molkenkurbahn var ursprungligen en vattenbarlastad bergbana. Banan byggdes om till elektrisk drift 1907. Den byggdes om 1961–1962 med nya vagnar med nya stationer vid Kornmarkt och Heidelbergs slott. Banan var stängd under ett och ett halvt år 2003–2005, varvid stationerna restaurerades och nya vagnar inköptes.  
Banan är 471 meter lång och omfattar en höjdskillnad på 171 meter, med en största stigning på 43%.

## Övre sektion
Bergbanans nedre sektion (Molkenkurbahn) öppnade 1907 och hade redan från början elektrisk drivning. Banan drevs i sin ursprungliga skepnad till april 2003, då den stängdes av säkerhetsskäl. Den återöppnade i mars 2005 efter det att vagnarna byggts om och fått nya träkarosser i ursprunglig stil.
Banan är 1.020 meter lång och omfattar en höjdskillnad på 260 meter, med en största stigning på 41%.

## Bildgalleri

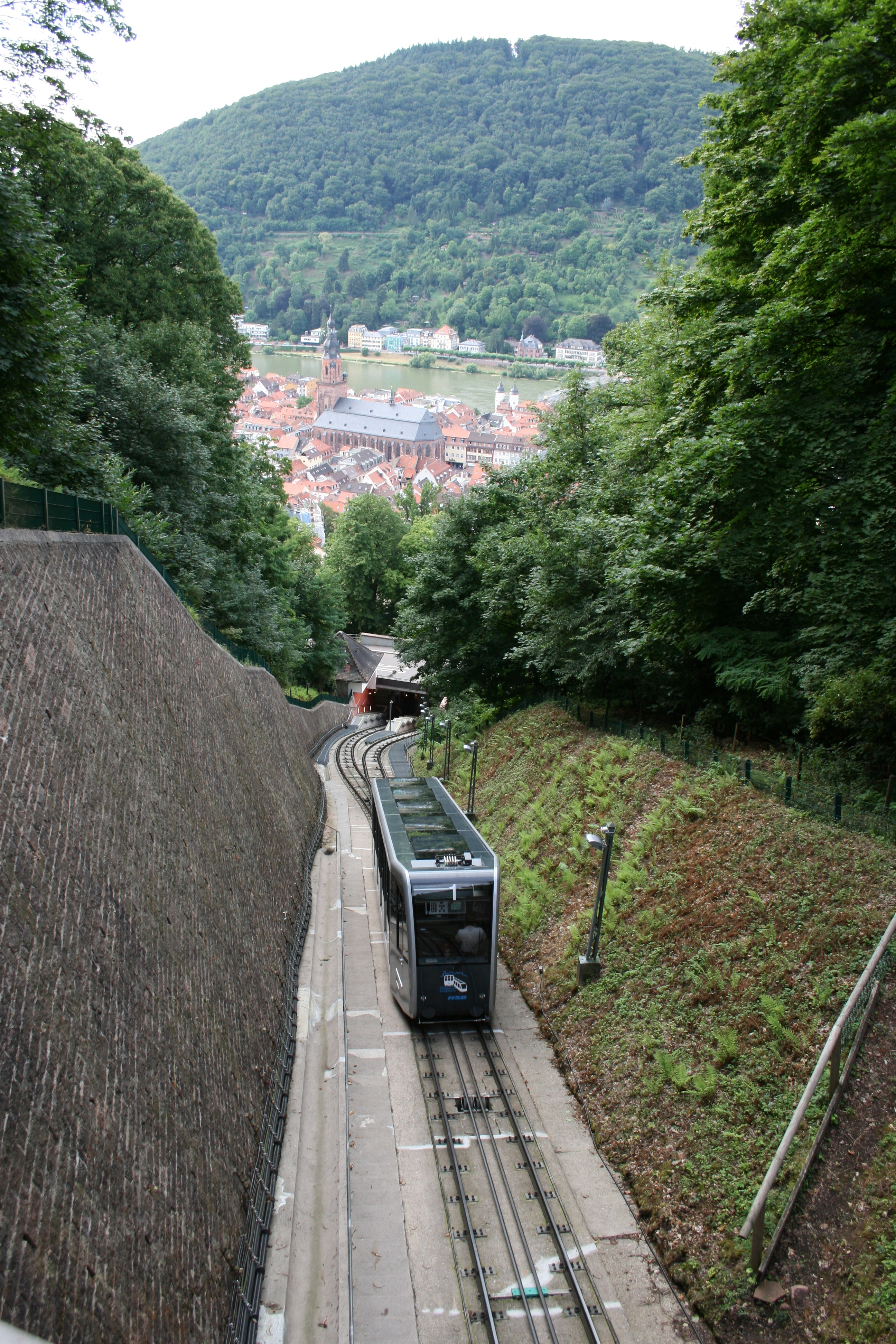
Vagn på den nedre sektionen
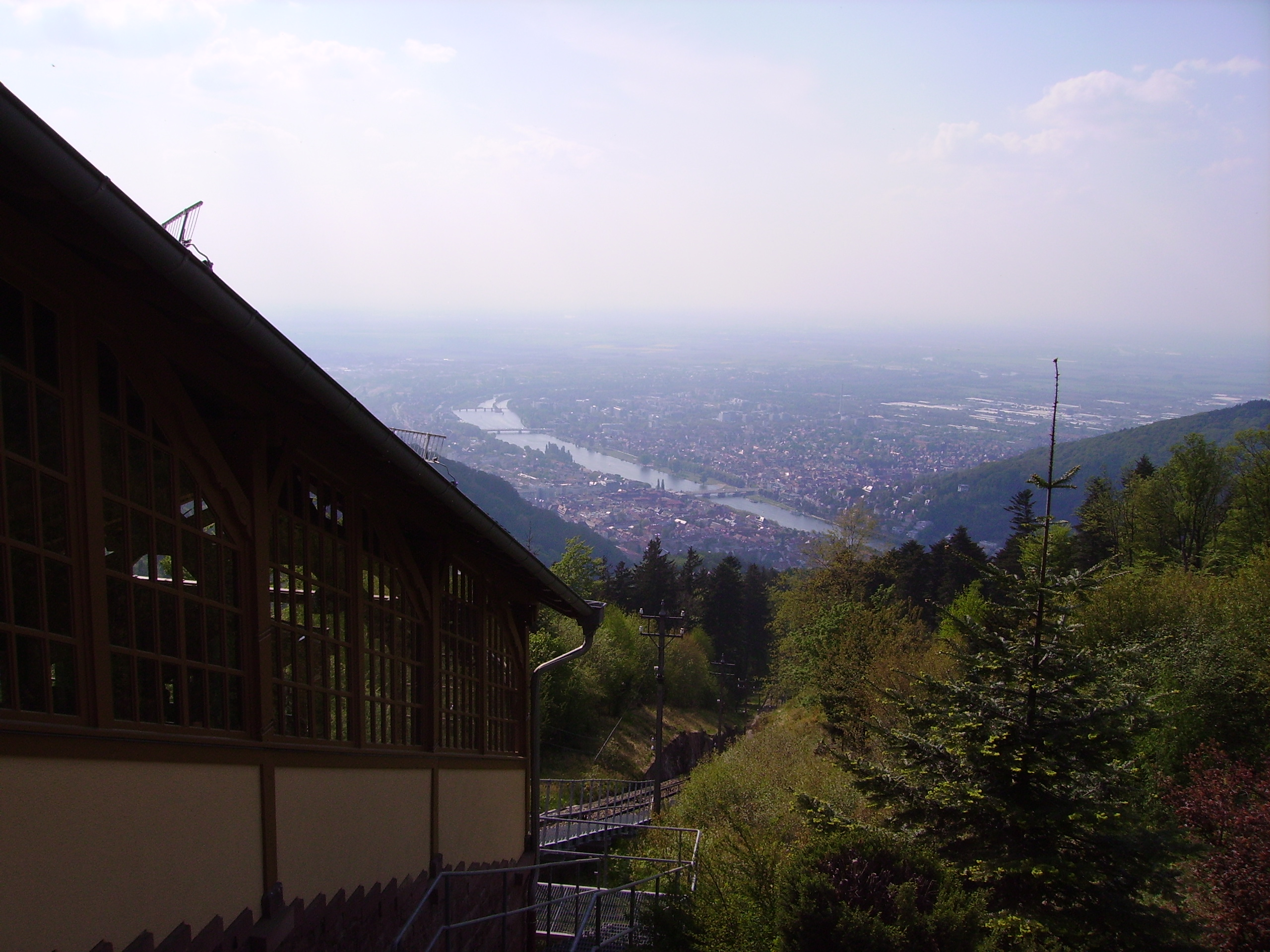
Utsikt från bergstationen
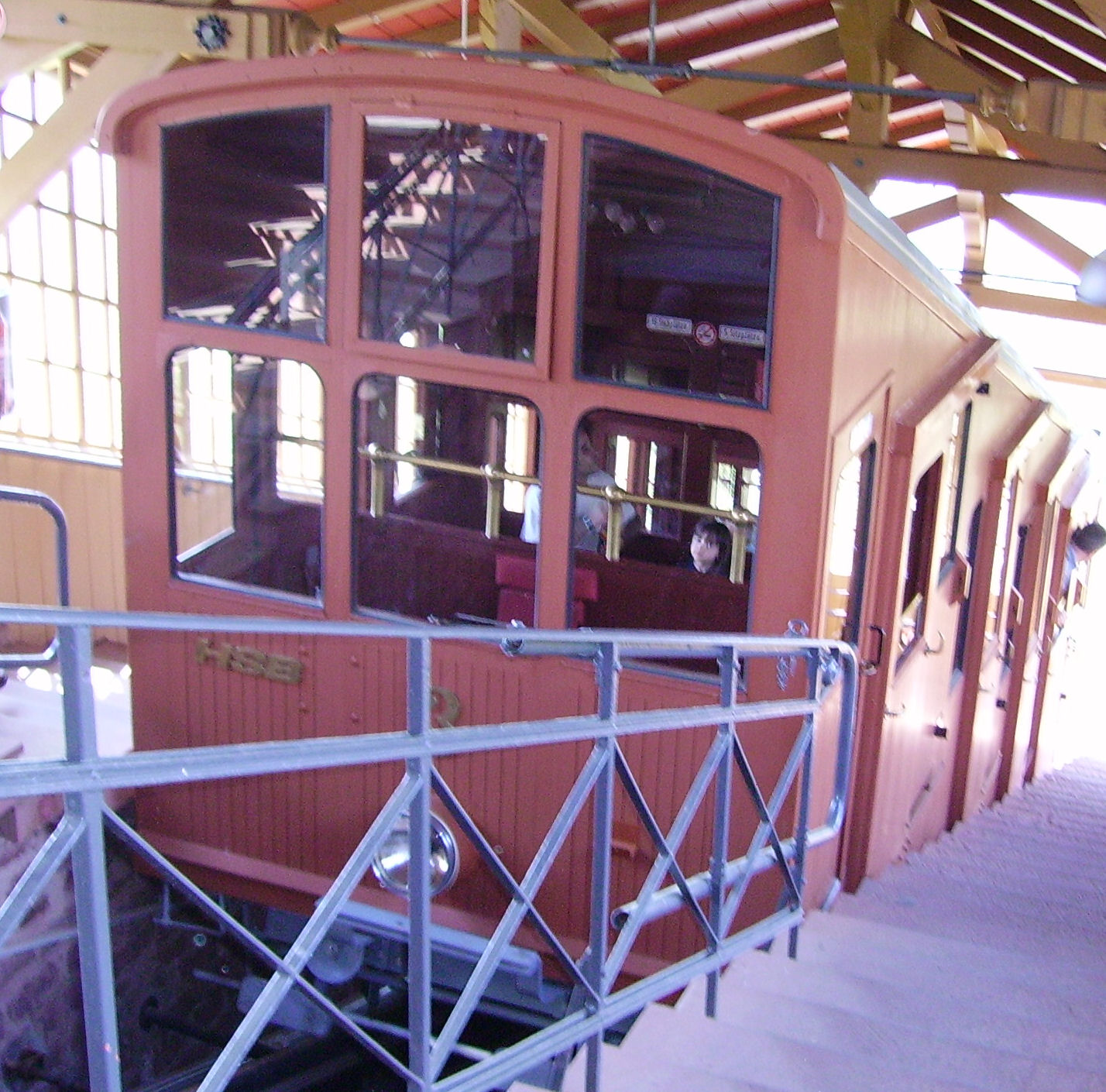
Vagn i den övre sektionen
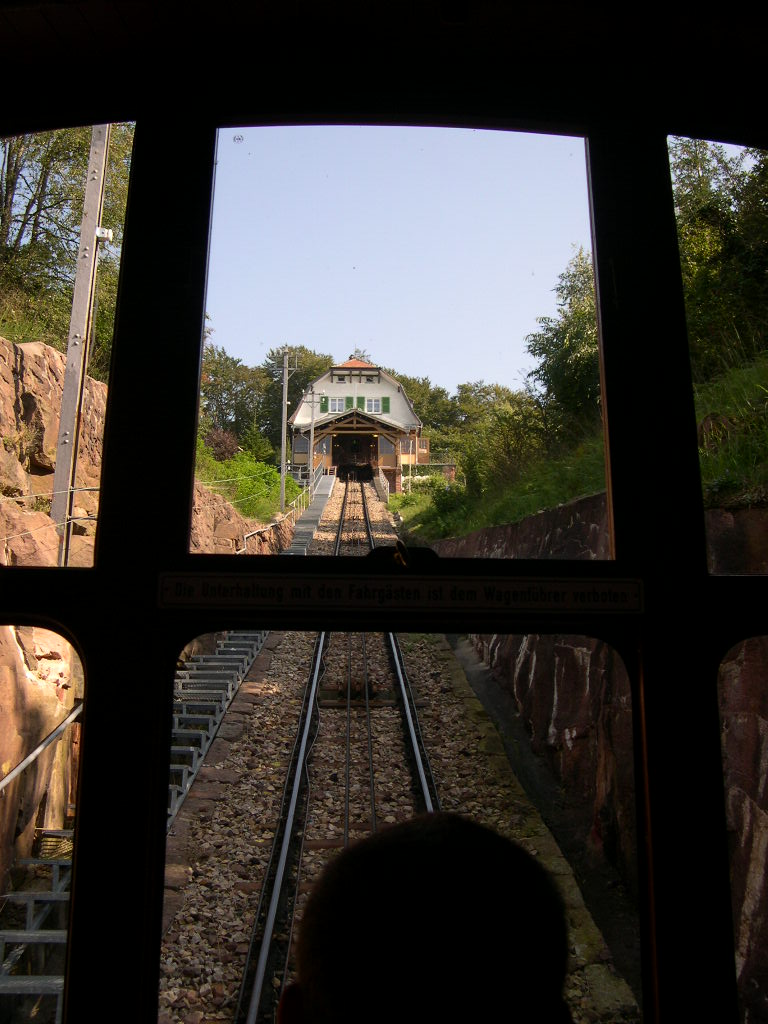
Ankomst till Königstuhls station